# 陸軍石垣島飛行場
陸軍石垣島飛行場 (りくぐんいしがきじまひこうじょう) は大日本帝国陸軍が沖縄県の石垣島に設置した3つの飛行場のうちの1つで、1944年に白保海岸に建設したため、通称「白保飛行場」とも呼ばれる。また米英の連合軍は宮良飛行場 (Miyara Airfield) と呼んだ。

## 石垣島の日本軍飛行場
1933年、石垣島に海軍の小型飛行機用ヘーギナ飛行場（大浜村平喜名）が建設された。1943年に海軍が平得・大浜に南飛行場を建設すると、ヘーギナ飛行場は北飛行場と改称された。さらに1944年には陸軍石垣飛行場、1945年には特攻機用の陸軍宮良秘匿飛行場が計画された。

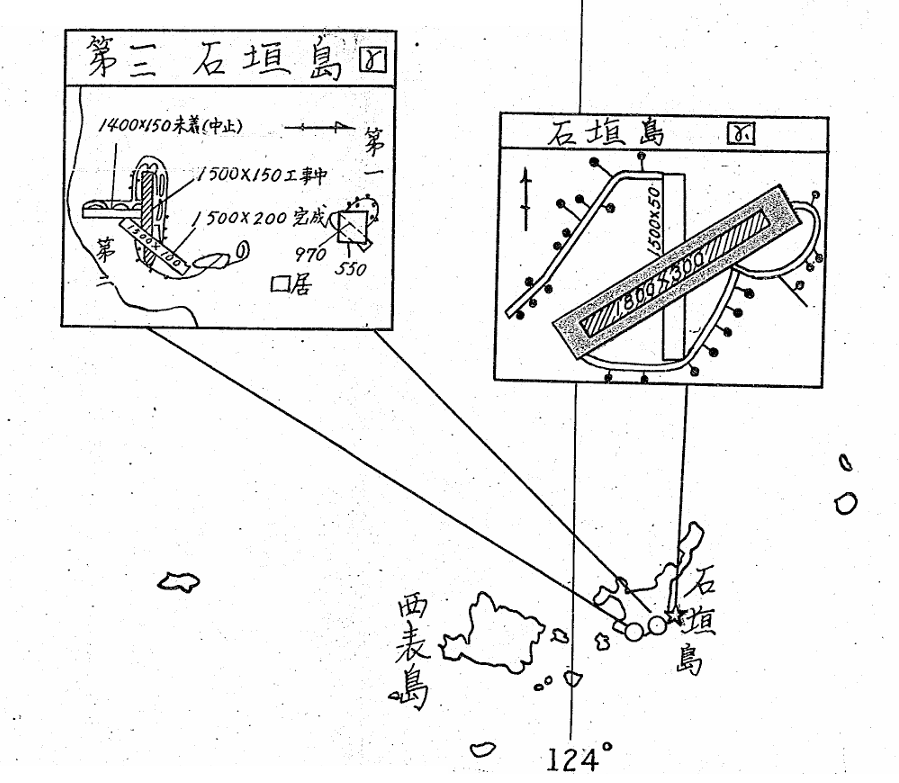
(図1) 日本海軍第三航空艦隊司令部「南西諸島航空基地一覧図」(昭和19・11) から。白保飛行場は右側。

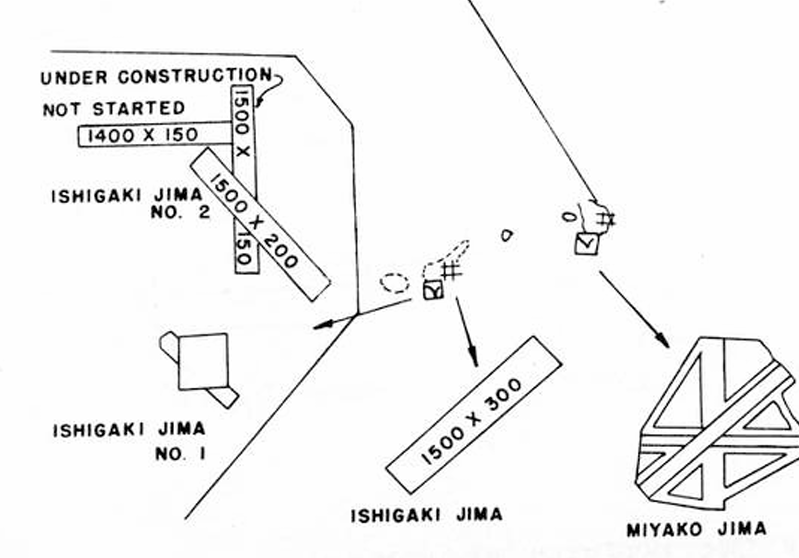
(図2) 米軍が沖縄本島で鹵獲した日本海軍資料を米海軍が翻訳した資料の一部。

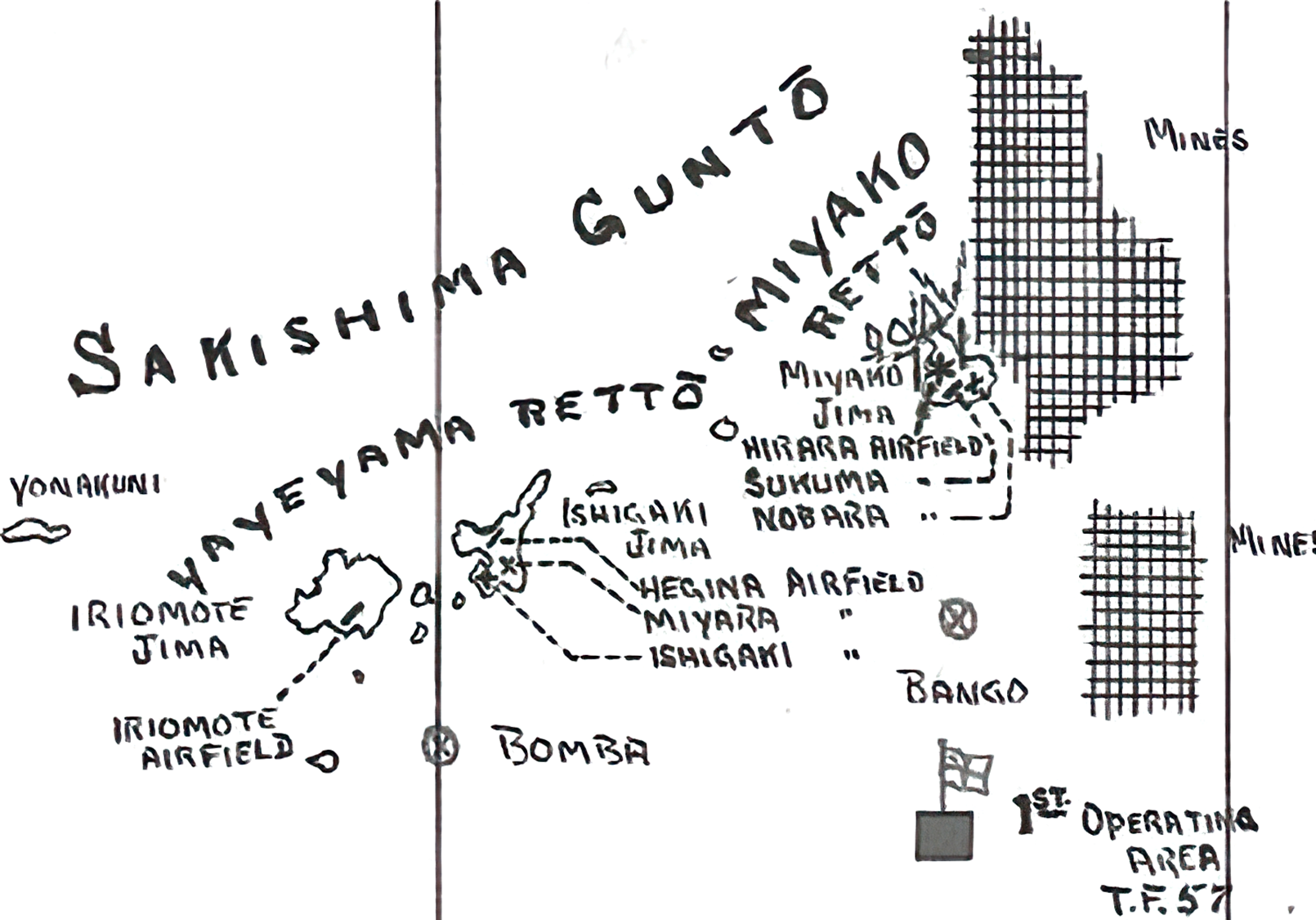
(図3) 英国太平洋艦隊は1945年3月15日に米国第5艦隊に加わり、第57任務部隊(タスクフォース57)に任じられた。TF57は沖縄侵攻作戦「アイスバーグ」の一環として八重山群島の日本軍飛行場を封じ込めるため、3月27日から空爆を開始した。

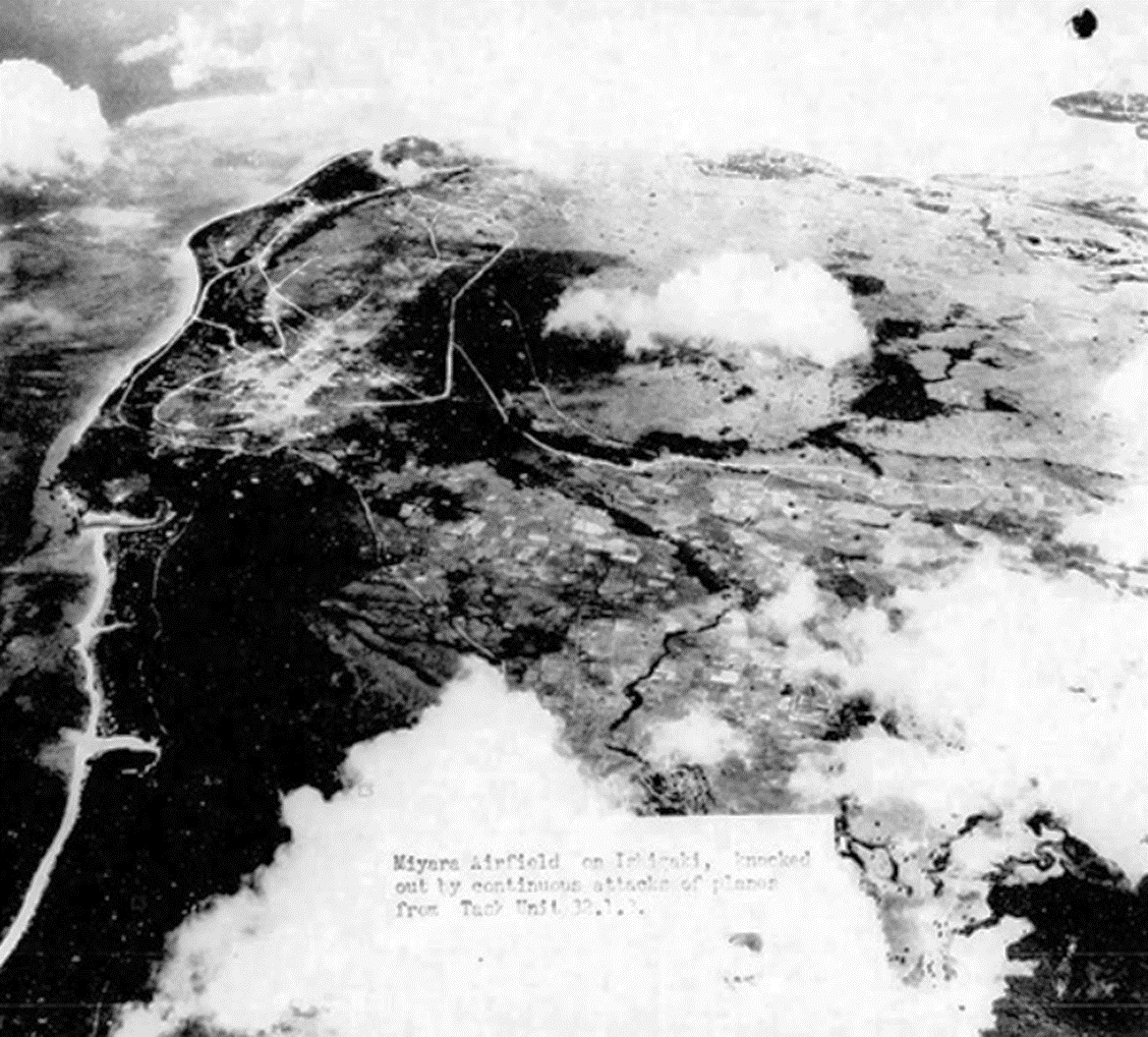
(図4) 北から南方向にむけて撮影された米海軍の空中写真。キャプションには「タスクユニット32.1.3. による連続的な空爆によって打ちのめされた石垣島の宮良飛行場」と記されている。

| 沖縄の旧日本軍施設 |                                              |                                    |
| 13                 | 海軍石垣島南飛行場（平得飛行場・大浜飛行場） | （旧）石垣空港                     |
| 14                 | 海軍石垣島北飛行場（ヘーギナ飛行場）         | 国際農林水産業研究センター沖縄支所 |
| 15                 | 陸軍石垣島飛行場（白保飛行場）               |                                    |

## 概要
1944年6月、白保で陸軍飛行場の建設が始まった。作業は地元の老若男女を動員して昼夜兼行で進められ、8月下旬には2,000メートル×50メートルの主滑走路が完成し。引き続き副滑走路や掩体壕（駐機場）などの工事が続行された。旧日本軍が1944年11月に記録した「南西諸島航空基地一覧図」(図1) には、海岸に並行した1,800メートル×300メートルの主滑走路に、南北に走る1,500メートル×50メートルの副滑走路が横断して連結、それを取り囲む誘導路と22の掩体壕（駐機場）を含む図が記されている。米海軍が1945年5月に記した資料 (図2) によると、白保飛行場の滑走路は一本で、1,500メートル×300メートルの滑走路のみが記されている。

沖縄占領計画アイスバーグ作戦にあたって、連合軍は背後にある八重山群島の6カ所の日本軍飛行場の封じ込めを必須とした。英国太平洋艦隊は1945年3月15日に米国第5艦隊に加わり、3月27日から八重山群島の日本軍拠点、主に6か所の飛行場を空爆によって使用不可能な状態に持続するタスクフォース57を始動した (図3)。そのため7月まで飛行場と飛行場近隣の集落には機銃掃射、空爆、焼夷弾の投下などが連続して繰り返された。
白保飛行場は1945年3月26日に沖縄で最初の特攻隊の出撃基地となったが、翌日から英国艦隊の参入で空襲が激化し、石垣島の飛行場が航空作戦に利用される機会は失われていった。

## 土地の接収と建設
公刊戦史としては、白保飛行場の建設は1943年末に陸軍航空本部経理部が着手し、1944年5月下旬に工事が第32軍に引き継がれてたという記録がある。しかし、登記簿謄本記載の土地売買契約日は1944年6月10日となっており、土地の接収以前にすでに違法に工事に着工していたのではないかと考えられる。

白保飛行場はあわせて284筆、総面積894,691平方メートル (270,644坪) が接収された。
陸軍は建設開始からわずか2カ月で主滑走路を完成させ、副滑走路や掩体壕、誘導路の工事が続く。そのために多くの老若男女が徴用された。当時の大浜村立青年学校の校長は、1944年6月頃から校長を筆頭に全学あげて朝から白保飛行場建設に駆り出されていたことを記録している。
多くの住民は、1943年の海軍の平得飛行場の建設から引き続き、1944年の陸軍の白保飛行場の建設へと動員され、また牛馬や建築資材も供出を強いられた。地元の男性を白保特設工兵隊 (隊長・高良鉄夫) として徴兵し、任務は主に飛行場の補修と整備、壕の構築、爆弾・燃料の積み込み作業などであった。3月から連日のように襲来する米英の爆撃機は、滑走路をクレーターだらけにして使用不可能にさせることを目的としていたが、日本軍は日々この弾痕を埋め、なんとか飛行場を持続させるためのシシフォス的な労苦を住民に強いた。台湾からの特攻機の中継地として利用するためであった。白保飛行場が壊滅的な状態になると、1945年には付近に秘密飛行場を建設した。
こうした証言から、宮良秘密飛行場といわれた特攻用の秘匿基地が白保飛行場と連動して使用されていたことがわかる。

## 出撃記録
1945年3月26日、石垣島登野城出身の陸軍航空特攻隊の隊長伊舎堂用久率いる陸軍誠第17飛行隊が白保飛行場から特攻隊出撃した。これが沖縄県における最初の特攻攻撃であった。伊舎堂用久は出撃までの一か月間を隊員と共に白保飛行場の基地で過ごすが、当時寄宿舎となっていた民家に家族が訪れてきても、部下を気遣い、肉親に会うことはなかった。1945年3月26日午前5時50分頃、伊舎堂ほか隊員10名は慶良間諸島沖の艦隊に突入、報告では空母1隻を撃沈し、2隻の空母と1隻の戦艦に被害を与えたと発表されたが、連合軍側の記録には、この日の被害は報告されていない。
- 誠第十七飛行隊: 伊舎堂用久中佐（24・沖縄）川瀬嘉紀大尉（24・三重）芝崎茂大尉（24・埼玉）黒田繹少尉（21・愛媛）安原正文大尉（24・高知）久保元治郎大尉（23・千葉）有馬達郎少尉（17・鹿児島）林至寛少尉（17・東京）
- 独立飛行第二十三中隊: 阿部久作大尉（29・北海道）須賀義榮少尉（23・千葉）長野光宏少尉（21・東京）金井勇少尉（21・富山）岩本光守少尉（20・福岡又は朝鮮）廣瀬秀夫少尉（19・香川）
- 飛行第十七戦隊: 平井俊光少佐（21・岡山）児子國高大尉（21・岡山）西尾卓三大尉（25・東京）国谷弘潤大尉（21・富山）勝又敬大尉（24・愛知）照崎善久少尉（21・大阪）西川福治少尉（21・兵庫）
- 飛行第一○五戦隊: 長谷川齋大尉（23・愛知）山元正巳少尉（19・鹿児島）永田一雄少尉（20・鹿児島）石田勝少尉（20・岐阜）小川多透少尉（20・福岡）丸林仙冶少尉（19・岡山）内藤善次少佐（22・東京）
- 飛行第十九戦隊: 根本敏雄大尉（22・千葉）倉澤和孝大尉（22・長野）栗田常雄少尉（22・静岡）

2013年3月、三木巌 (石垣島自衛隊配備推進協議会・八重山防衛協会会長) らが中心となり顕彰碑建立期成会を結成、伊舎堂隊ほか計31名の特攻隊員の名前を刻んだ「顕彰碑」を南ぬ浜町の南側公園内に建立した。8月15日の除幕式において、中山義隆石垣市長は「現代は若者のわがままの状況を目の当たりすることが多々ある。自己犠牲をいとわず、国を守る強い思いを持った戦時中の若い人たちの精神性に学ぶべきことは多い。自己犠牲や利他の心を取り戻したとき、わが国は再び世界に誇れる精神性の高い国になる」と特攻攻撃を賛美する挨拶を行った。

## 石垣島事件
1945年4月15日、石垣島に来襲した米護衛空母「マカッサル・ストレイト」搭載の雷撃機TBF「アヴェンジャー」編隊の1機が、白保海岸沖で日本海軍警備隊の砲撃で撃墜された。3名の米兵がパラシュートで落下し、大浜の日本海軍に捕虜として拿捕される。捕虜の虐待や殺害はジュネーヴ条約で禁止されていたが、3名のうちティボ中尉を幕田稔大尉が斬首、タグル兵曹を田口泰正少尉が斬首、またロイド兵曹は海軍警備隊司令井上乙彦の命令で杭に縛られ多数の兵士達の銃剣で刺殺され殺害された。
- バーノン・ローレンス・ティボ (Vernon Lawrence Tebo)中尉（機長 イリノイ州出身 28歳）
- ウォーレン・H・ロイド (Warren H. Loyd)兵曹（通信手 カンザス州出身 24歳）
- ロバート・タグル・ジュニア (Robert Tuggle.Jr)兵曹（砲手 テキサス州出身 20歳）

この捕虜惨殺事件（石垣島事件）では、戦後、BC級戦犯として横浜軍事法廷で海軍警備隊の46人が起訴された。判決では、41人に死刑が宣告され、実際に7人が絞首刑に処された。死刑判決をうけた41人のなかには、鳩間島出身の八重山農学校生で、海軍飛行兵に志願した当時17歳の少年もいた。
2001年8月15日、識名信用(慰霊碑建立期成会)を中心に米軍飛行士慰霊碑が建立され、日米合同で慰霊祭が行われている。

## 戦後

### 国有地問題
1944年6月10日に白保の土地接収、そして陸軍省への所有権移転は11月から12月27日までになされ、終戦後所有権移転が完了したが、他の沖縄の多くの土地接収と同様、全額支払いは行われていない。終戦後土地は米国の財産管理所に管理され、人々が農耕地として借り受け耕作するようになった。施政権移行後は国有財産として、沖縄総合事務局が管理している。
陸軍は、白保飛行場用地として合計284筆、総面積894,691平方メートル (270,644坪)を強制接収したが、1947年4月15日、南部琉球軍政本部主席政官マクラム中佐は経済命令第4号を発令し、日本陸軍所有地として登記されている土地の一部を旧地主に返還した。しかしその数ヵ月後に経済命令6号で売戻しが停止される。
1972年の沖縄施政権の移行後、土地は国有地となり、2001年時点では面積684,000平方メートルであった。その多くが国との借地契約を結んで農耕に利用されている。借地契約者からは農地法に基づく払い下げ要請がなされ、また旧地主からは所有権回復等の要望がある。

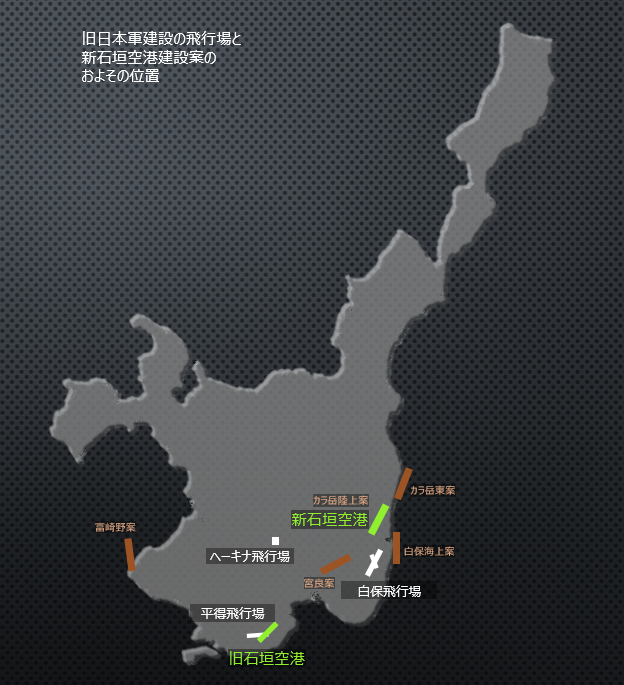
(図5) 新石垣空港とその移転案

### 新石垣空港計画
1979年、西銘順治県知事 (自民党推薦) 時代、旧海軍石垣南飛行場の跡地を利用した石垣空港を移転するため、旧陸軍白保飛行場のさらに北側の白保海岸を埋め立て、2,500メートルの滑走路を持つ新空港計画（白保海上案）を発表した。しかし白保海岸は北半球で最大級のアオサンゴ群生海域 (白保サンゴ礁)であることが注目され、国内外の強い批判をあびた。1982年3月、国からの設置許可を得て埋立建設に着手するも、1988年、IUCN が反対決議を採択し、国と県に対して計画の見直しを求めた。翌1989年に県は白保海上案を撤回し、建設予定地をさらに北に設定したカラ岳への移転を発表（カラ岳東案）。しかしこの変更案も赤土流失とサンゴ礁生態系の破壊を招くものであり、1990年12月、再び IUCN が見直しを求める決議を採択した。
1990年に就任した大田昌秀知事は、1992年11月、新石垣空港建設案を海岸から内陸の宮良川上流にシフトした（宮良案）。13年の長きに及ぶ白保海岸への建設反対運動はこれでいったん終息するが、宮良地区でも地元農民の強い反対が起こり、計画は停滞する。
1999年、稲嶺惠一知事はカラ岳東、カラ岳陸上、宮良、そして冨崎野の4案の比較検討を諮問し、埋立なしのカラ岳への再移転（カラ岳陸上案）を選択。2006年から建設が始まり、2013年に新石垣空港（現名称：石垣空港が開港した。旧陸軍の白保飛行場の位置からはマングローブの茂る轟川をへて北側に位置する。